# 京口紘人
京口 紘人（きょうぐち ひろと、1993年11月27日 - ）は、日本の元プロボクサー、Youtuber。ワタナベボクシングジム所属。元IBF世界ミニマム級王者。元WBA世界ライトフライ級スーパー王者。世界2階級制覇王者。
大阪観光大使。いずみの国和泉市PR大使。入場曲はサラ・ブライトマンの「Time to say good bye」。

## 来歴
1993年11月27日大阪府和泉市出身。和泉市立国府小学校→和泉市立和泉中学校→大阪府立伯太高等学校→大阪商業大学経済学部卒業。家族構成は両親、兄、姉。
父と伯父が空手道場『聖心會』を主宰する空手家であったため、京口も3歳の時から空手を始める。
実兄の京口竜人が大阪帝拳ボクシングジムでボクシングをやっていたことから、その影響で京口自身も小学校6年から大阪帝拳に通い、ボクシングを始める。特に大阪帝拳の大先輩である辰吉丈一郎への憧れが強く、中学1年から約2年間辰吉直々の指導を受ける毎日であったという。
大阪商業大学へ進学後、大学3年次に第69回国民体育大会（2014年）の成年男子ライトフライ級で優勝を飾る。2015年、大学4年次でボクシング部主将となり、同年の「第5回台北市カップ国際ボクシングトーナメント」（台湾・台北市）では、日本代表選手として出場、ライトフライ級で準優勝となった。
2016年、大学卒業と同時にプロ入りし、ワタナベボクシングジムに入門。同年2月にB級プロテストを受験して合格した。4月17日に大阪府立体育会館第2競技場でナーヨレック・シッサイトーンとライトフライ級6回戦を戦い、2回2分55秒TKO勝ちを収めデビュー戦を白星で飾った。
2016年5月16日、バンコクのミナヨーティンボクシングジムでファンタ・ルークジャオメーサイトーンと50.0kg契約6回戦を行い、初回33秒TKOを収めた。
2016年8月7日、大阪府立体育会館第2競技場で宮崎拳一とミニマム級8回戦を行い、3回39秒KO勝ちを収めた。
2016年11月15日、後楽園ホールで行われた「DANGAN171」でマイケル・カメリオンと107ポンド8回戦を行い、初回33秒KO勝ちを収めた。12月13日、東日本ボクシング協会の2016年11月度月間新鋭賞に選出された。
2016年12月31日、大田区総合体育館でジュヌエル・ラカールと107ポンド契約8回戦を行い、3回46秒KO勝ちを収めた。
2017年2月28日、後楽園ホールでアルマンド・デラクルス（フィリピン）とOPBF東洋太平洋ミニマム級王座決定戦を行い、デビュー戦から6戦連続KO勝ちとなる3回2分2秒KO勝ちを収めOPBF王座の獲得に成功した。
2017年4月25日、後楽園ホールで行われた「DANGAN180」でOPBF東洋太平洋ミニマム級2位のジョナサン・レフジョとOPBF東洋太平洋同級タイトルマッチを行い、12回3-0（117-111、118-111、119-109）の判定勝ちを収めデビュー戦から続いていたKO勝ちが6でストップしたものの、OPBF王座の初防衛に成功した

### 世界王座獲得
2017年7月23日、大田区総合体育館でIBF世界ミニマム級王者のホセ・アルグメドとIBF世界同級タイトルマッチを行い、12回3-0（116-111×2、115-112）の判定勝ちを収め、憧れる辰吉丈一郎と同じプロ8戦目での世界戴冠に成功した。
2017年12月31日、大田区総合体育館でIBF世界ミニマム級3位のカルロス・ブイトラゴとIBF世界同級タイトルマッチを行い、8回2分28秒TKO勝ちを収め初防衛に成功した。
2018年5月20日、大田区総合体育館にて、1階級上のIBF世界ライトフライ級10位でWBOアジア太平洋ライトフライ級ユース王者のビンス・パラスとIBF世界同級タイトルマッチを行い、3回にダウンを喫するも後半持ち直して12回3-0（117-110×3）の判定勝ちを収め2度目の防衛に成功した。
その後、自身の体重増加により減量が苦しくなったことを理由として転級を決意、2018年8月11日付でIBF世界ミニマム級王座を返上したことを発表した。

### 二階級制覇
2018年12月31日、マカオでWBA世界ライトフライ級スーパー王者ヘッキー・ブドラーに挑戦し、10回終了TKO勝ちを収め王座を獲得し、2階級制覇に成功。またリングマガジン王座も獲得した。
2019年6月19日、幕張メッセ・イベントホールでWBA世界ライトフライ級10位でOPBF東洋太平洋ライトフライ級シルバー王者のサタンムアンレック・CPフレッシュマートとWBA世界同級タイトルマッチを行い、12回3-0（117-111×2、117-112）で判定勝ちを収め、初防衛に成功した。
2019年10月1日、大阪府立体育会館でWBA世界ライトフライ級1位の久田哲也とWBA世界同級タイトルマッチを行い、2回に久田に右ストレートをカウンターで決められ膝を折らされるも、9回に右アッパーが決まり、続けて打ち下ろした右フックでダウンを奪うなどして、12回3-0（115-112、116-111、117-110）で判定勝ちを収め、2度目の防衛に成功した。
2020年5月9日、大阪府堺市の大浜体育館でアンディカ・ゴールデンボーイと対戦予定だったが新型コロナウイルスの影響で試合中止になった。
2020年11月3日、大阪市のインテックス大阪5号館AでWBA世界ライトフライ級10位でタイ国同級王者のタノンサック・シムシーと対戦する予定であったが、京口とトレーナーが新型コロナウイルスのPCR検査で陽性反応を示し、延期となった。その後、年内の開催を目指していたが、新型コロナウイルス感染者が増加していること、京口の試合以外にも直前に中止となった試合があること、日本ボクシングコミッションが新たなガイドラインを示したことなどを受け「12月に再設定することは断然せざるを得ないと判断した」として、年内の開催を断念した。この興行は新型コロナウイルス感染拡大以降では世界初となる有観客かつ海外選手を招聘して行われる予定だった。また、国内初となる選手個人のYouTubeチャンネルによる生配信も予定していたが、これも幻に終わった。
2020年12月23日、イギリスの大手プロモーションのマッチルーム・スポーツと日本人で初めて契約を交わしたことが発表された。
2021年2月11日、国立代々木競技場で開催のチャリティーボクシングイベント『LEGEND』で元世界3階級制覇王者・八重樫東と対戦した。
2021年3月13日、米テキサス州ダラスのアメリカン・エアラインズ・センターでWBA世界同級10位のアクセル・アラゴン・ベガと対戦。ベガが右パンチが京口の頭に当たって右拳を痛めたことにより、5回1分32秒TKO勝ちを収め、3度目の防衛に成功した。この試合はマッチルームと契約を結ぶDAZNにて生配信された。
2021年6月10日、WBAよりWBA世界ライトフライ級レギュラー王者エステバン・ベルムデスと指名試合を行うように通達された。
2022年6月10日、メキシコグアダラハラのドモ・アルカルデで、WBA世界同級レギュラー王者のエステバン・ベルムデスとWBA世界同級団体内王座統一戦を行い、8回24秒TKO勝ちを収め団体内王座統一及び4度目の防衛に成功した。

### WBC王者との統一戦
2022年9月14日、東京都内で開かれた記者会見において、WBC世界ライトフライ級寺地拳四朗（B.M.Bボクシングジム）との二団体王座統一戦が同年11月1日にさいたまスーパーアリーナで開催されることが正式発表された。
2022年11月1日、WBC世界ライトフライ級王者寺地拳四朗と2団体王座統一戦を行い、5回に1度目のダウンを奪われ、7回に2度目のダウンによりプロ初黒星となる2分36秒TKO負けを喫しWBAスーパー王座から陥落した。試合の模様は日本国内はAmazon Prime Video、海外はESPN+(アメリカ)、DAZN(アメリカ以外の海外)で配信された。

### フライ級
2024年5月11日、韓国・仁川のパラダイス・シティ・ホテルでビンス・パラスと5年ぶりに再戦し、疑惑の判定0-3で敗れた。
2024年10月13日、横浜武道館で行われたTREASURE BOXING7にて、フライ級10回戦でビンス・パラスとラバーマッチを行い、判定2-0（96—94×2、95—95）で勝利を収めた。
2025年3月13日、両国国技館で行われたU-NEXT BOXING.2のセミファイナルにて、WBO世界フライ級王者のアンソニー・オラスクアガとWBO世界同級タイトルマッチを行うも、12回0-3(113-114、110-117、109-118)の判定負けを喫し王座獲得と3階級制覇に失敗した。

### 現役引退
2025年7月2日、自身のYouTubeチャンネルで現役引退を表明した。

## 戦績
- アマチュアボクシング：66戦 52勝 (8KO) 14敗
- プロボクシング：22戦 19勝 (12KO) 3敗

| 戦           | 日付           | 勝敗 | 時間     | 内容    | 対戦相手                               | 国籍             | 備考                                                                      |
| ------------ | -------------- | ---- | -------- | ------- | -------------------------------------- | ---------------- | ------------------------------------------------------------------------- |
| 1            | 2016年4月17日  | ☆    | 2R 2:55  | KO      | ナーヨレック・シッサイトーン           | タイ             | プロデビュー戦                                                            |
| 2            | 2016年5月16日  | ☆    | 1R 0:33  | TKO     | ファンタ・ルークジャオメーサイトーン   | タイ             |                                                                           |
| 3            | 2016年8月7日   | ☆    | 3R 0:39  | KO      | 宮崎拳一（大橋）                       | 日本             |                                                                           |
| 4            | 2016年11月15日 | ☆    | 1R 0:33  | KO      | マイケル・カメリオン                   | フィリピン       |                                                                           |
| 5            | 2016年12月31日 | ☆    | 3R 0:46  | KO      | ジュヌエル・ラカール                   | フィリピン       |                                                                           |
| 6            | 2017年2月28日  | ☆    | 3R 2:02  | KO      | アルマンド・デラクルス                 | フィリピン       | OPBF東洋太平洋ミニマム級王座決定戦                                        |
| 7            | 2017年4月25日  | ☆    | 12R      | 判定3-0 | ジョナサン・レフジョ                   | フィリピン       | OPBF防衛1                                                                 |
| 8            | 2017年7月23日  | ☆    | 12R      | 判定3-0 | ホセ・アルグメド                       | メキシコ         | IBF世界ミニマム級タイトルマッチ                                           |
| 9            | 2017年12月31日 | ☆    | 8R 2:28  | TKO     | カルロス・ブイトラゴ                   | ニカラグア       | IBF防衛1                                                                  |
| 10           | 2018年5月20日  | ☆    | 12R      | 判定3-0 | ビンス・パラス                         | フィリピン       | IBF防衛2                                                                  |
| 11           | 2018年9月25日  | ☆    | 4R 2:20  | TKO     | チボ・モナベサ                         | インドネシア     |                                                                           |
| 12           | 2018年12月31日 | ☆    | 10R 終了 | TKO     | ヘッキー・ブドラー                     | 南アフリカ共和国 | WBAスーパー・世界ライトフライ級タイトルマッチ WBA・リングマガジン王座獲得 |
| 13           | 2019年6月19日  | ☆    | 12R      | 判定3-0 | サタンムアンレック・CPフレッシュマート | タイ             | WBA防衛1                                                                  |
| 14           | 2019年10月1日  | ☆    | 12R      | 判定3-0 | 久田哲也（ハラダ）                     | 日本             | WBA防衛2                                                                  |
| 15           | 2021年3月13日  | ☆    | 5R 1:23  | TKO     | アクセル・アラルゴン・ベガ             | メキシコ         | WBA防衛3                                                                  |
| 16           | 2022年6月10日  | ☆    | 8R 0:24  | TKO     | エステバン・ベルムデス                 | メキシコ         | WBA世界ライトフライ級王座統一戦 WBA防衛4                                  |
| 17           | 2022年11月1日  | ★    | 7R 2:36  | TKO     | 寺地拳四朗（BMB）                      | 日本             | WBA・WBC世界ライトフライ級王座統一戦 WBA陥落                              |
| 18           | 2023年5月20日  | ☆    | 10R      | 判定3-0 | ローランド・ジェイ・ビエンディーマ     | フィリピン       |                                                                           |
| 19           | 2023年9月22日  | ☆    | 3R 3:09  | KO      | ジャーベン・ママ                       | フィリピン       |                                                                           |
| 20           | 2024年5月11日  | ★    | 10R      | 判定0-3 | ビンス・パラス                         | フィリピン       |                                                                           |
| 21           | 2024年10月13日 | ☆    | 10R      | 判定2-0 | ビンス・パラス                         | フィリピン       |                                                                           |
| 22           | 2025年3月13日  | ★    | 12R      | 判定0-3 | アンソニー・オラスクアガ               | アメリカ合衆国   | WBO世界フライ級タイトルマッチ                                             |
| テンプレート |                |      |          |         |                                        |                  |                                                                           |

### エキシビジョンボクシング
| 戦           | 日付          | 勝敗 | 時間 | 内容     | 対戦相手             | 国籍 | 備考 |
| ------------ | ------------- | ---- | ---- | -------- | -------------------- | ---- | ---- |
| 1            | 2021年2月11日 | △    | 3R   | 判定なし | 八重樫東（大橋）     | 日本 |      |
| 2            | 2021年6月7日  | △    | 3R   | 判定なし | 仁平宗忍（ワタナベ） | 日本 |      |
| テンプレート |               |      |      |          |                      |      |      |

## 獲得タイトル
- OPBF東洋太平洋ミニマム級王座（防衛1=返上）
- IBF世界ミニマム級王座（防衛2=返上）
- WBA世界ライトフライ級スーパー王座（防衛4）
- リングマガジン世界ライトフライ級王座

## 受賞
- プロ・アマチュア年間表彰
  - 2019年プロボクシング部門 優秀選手賞[46]
  - 2022年プロボクシング部門 優秀選手賞[47]

## TV出演
- ソレダメ!〜あなたの常識は非常識!?〜（2017年7月19日[48]）
- どうぶつ奇想天外!（2018年1月7日[49]）
- あさチャン!（2019年1月18日[50]）
- SASUKE（2019年12月31日）

## 備考
実兄の京口竜人もプロボクサー（フェザー級）だったが、2015年に傷害事件を起こし、1年間のライセンス停止処分を受けた。処分解除後に復帰したが、2017年には酒気帯び運転による交通事故を起こし、ライセンスは無期限停止処分となり、引退を表明した。
2023年1月21日、結婚したことを発表。